# (308635) 2005 YU55
(308635) 2005 YU55 è un asteroide potenzialmente pericoloso del diametro di circa 400 metri. Scoperto da Robert S. McMillan presso l'Osservatorio Steward nel 2005, presenta un'orbita caratterizzata da un semiasse maggiore pari a 1,1571051 au e da un'eccentricità di 0,4305000, inclinata di 0,34026° rispetto all'eclittica.

La traiettoria di (308635) 2005 YU_{55} tra l'8 e il 9 novembre 2011.

Alle 23:28 UTC dell'8 novembre 2011 è passato a circa 324.600 km dalla Terra divenendo l'oggetto di maggiori dimensioni di cui fosse stato accertato il transito a meno di una distanza lunare. Primato precedentemente detenuto da 2002 MN. Poche ore dopo ha raggiunto la minima distanza dalla Luna, passando alle 7:13 UTC del 9 novembre a circa 239.500 km dal satellite terrestre
Il 7 novembre 2011 alcune immagini dell'asteroide sono state raccolte dal Deep Space Network di Goldstone (in California), quando si trovava a circa 1,38 milioni di chilometri dalla Terra.
L'attuale traiettoria lo porterà il 19 gennaio 2029 ad un passaggio ravvicinato (340000 km) con Venere che ne influenzerà la successiva evoluzione dei parametri orbitali, in particolare determinando quanto saranno ravvicinati i passaggi con la Terra nel 2041 e nel 2075: gli attuali modelli indicano in oltre 15 milioni di km la distanza del primo passaggio e un intervallo compreso tra i 190 000 e i 310 000 km per il secondo passaggio.